# Borís Arkádiev
Borís Andréievich Arkádiev (en ruso: Бори́с Андре́евич Арка́дьев; 21 de septiembre de 1899, San Petersburgo—17 de octubre de 1986, Moscú) fue un futbolista y entrenador soviético. Maestro Emérito de los Deportes (1942) y Entrenador Emérito de la Unión Soviética (1957), Arkádiev destacó como entrenador del equipo de los tenientes, generación de jugadores del CSKA Moscú que ganaron cinco campeonatos de liga.

## Trayectoria
Borís Arkádiev se inició en el fútbol en diversos equipos moscovitas en los primeros años del fútbol en la Unión Soviética. En 1926 ingresó en el RkimA, más tarde bautizado Serp i Molot («Hoz y martillo») en el que acabó su carrera como futbolista en 1936. De forma casi consecutiva, Arkádiev se convirtió en entrenador de este mismo equipo.
Desde 1940 a 1944 dirigió al Dinamo Moscú, con el que fue condecorado con el título de Maestro Emérito de los Deportes de la Unión Soviética en 1942. En 1944 pasó a entrenar al CSKA Moscú, club con el que lograría sus grandes éxitos. Con el equipo del Ejército Rojo ganó cinco títulos de liga y una copa soviética, estableciendo un dominio total en el fútbol de la época en el país. Tal era la fuerza del denominado equipo de los tenientes del CSKA que el gobierno decidió que la selección soviética que participaría en los Juegos Olímpicos de 1952 se haría en base al núcleo duro del CSKA de Arkádiev, quien sería también el entrenador del equipo nacional.
En dieciseisavos de final eliminaron a Bulgaria en la prórroga, pero en octavos fueron eliminados por Yugoslavia, partido marcado por componentes políticos por la ruptura Tito-Stalin. Arkadyev fue interrogado por las autoridades soviéticas a su llegada a Moscú, el CSKA fue disuelto apenas dos meses después por "deshonor a la patria" y a Arkadyev se le desposeyó de su título emérito de maestro de los deportes. Pese a la gravedad del asunto, Arkádiev evitó la condena de ser enviado al gulag y pudo continuar su carrera como entrenador.
Tras la muerte de Iósif Stalin se le restituyó su título de maestro emérito e incluso volvió a ser seleccionador soviético olímpico. Posteriormente entrenó a equipos como el Lokomotiv Moscú, el Neftyanık Baku, el Pakhtakor Tashkent, Neftyanik Fergana y Shinnik Yaroslavl. Falleció en Moscú el 17 de octubre de 1986 y fue enterrado en el cementerio Vostryakovsky.

## Palmarés

### Entrenador
CSKA
- Primera División de la Unión Soviética: 1940, 1946, 1947, 1948, 1950, 1951
- Copa de la Unión Soviética: 1945, 1948, 1951, 1957